# Transports urbains beaunois
Côte & bus est une marque déposée par la communauté d’agglomération Beaune Côte et Sud, qui désigne sous ce nom le réseau de transport en commun de Beaune et de ses environs. Connu sous ce nom depuis le 2016, il est le successeur direct du réseau Le Vingt et, plus loin dans le temps, des Transports Urbains de Beaune (TUB). Depuis sa dernière modification au 31 août 2020 afin de desservir l’ensemble des communes de la nouvelle intercommunalité, le réseau se compose de 12 lignes répartis à raison de 6 lignes urbaines, exploitées avec des autobus, et 6 lignes interurbaines, assurées par des autocars. L’ensemble est complété par un service de transport à la demande (TAD) couvrant les communes extérieures à Beaune.
Son exploitation est assurée par la société Keolis Beaune Mobilités, filiale du groupe Keolis, dans le cadre d’un contrat de délégation de service public de 7 ans depuis le 1er avril 2023. Les lignes interurbaines sont sous-traitées auprès d’une autre filiale du groupe, Keolis Val de Saône. Le parc de véhicules se compose, en 2023, de 28 véhicules à raison de six minibus, trois autobus standards, 13 autocars et sept véhicules légers pour le transport à la demande.

## Historique
Le réseau est créé en 1972, sous forme d'une régie municipale, à l'aide de minibus.
Le réseau est restructuré en 2002 et prend le nom commercial Le Vingt. En 2007, la communauté d'agglomération Beaune Côte et Sud devient l'autorité organisatrice du réseau en lieu et place de la ville de Beaune.
La régie municipale a été remplacée en avril 2016 par une délégation de service public à la société Keolis Beaune, filiale du groupe Keolis. Le réseau est entièrement restructuré le 29 août 2016 avec pour objectif d'augmenter le nombre de voyages de 287 %, et change de nom pour devenir Côte&Bus.

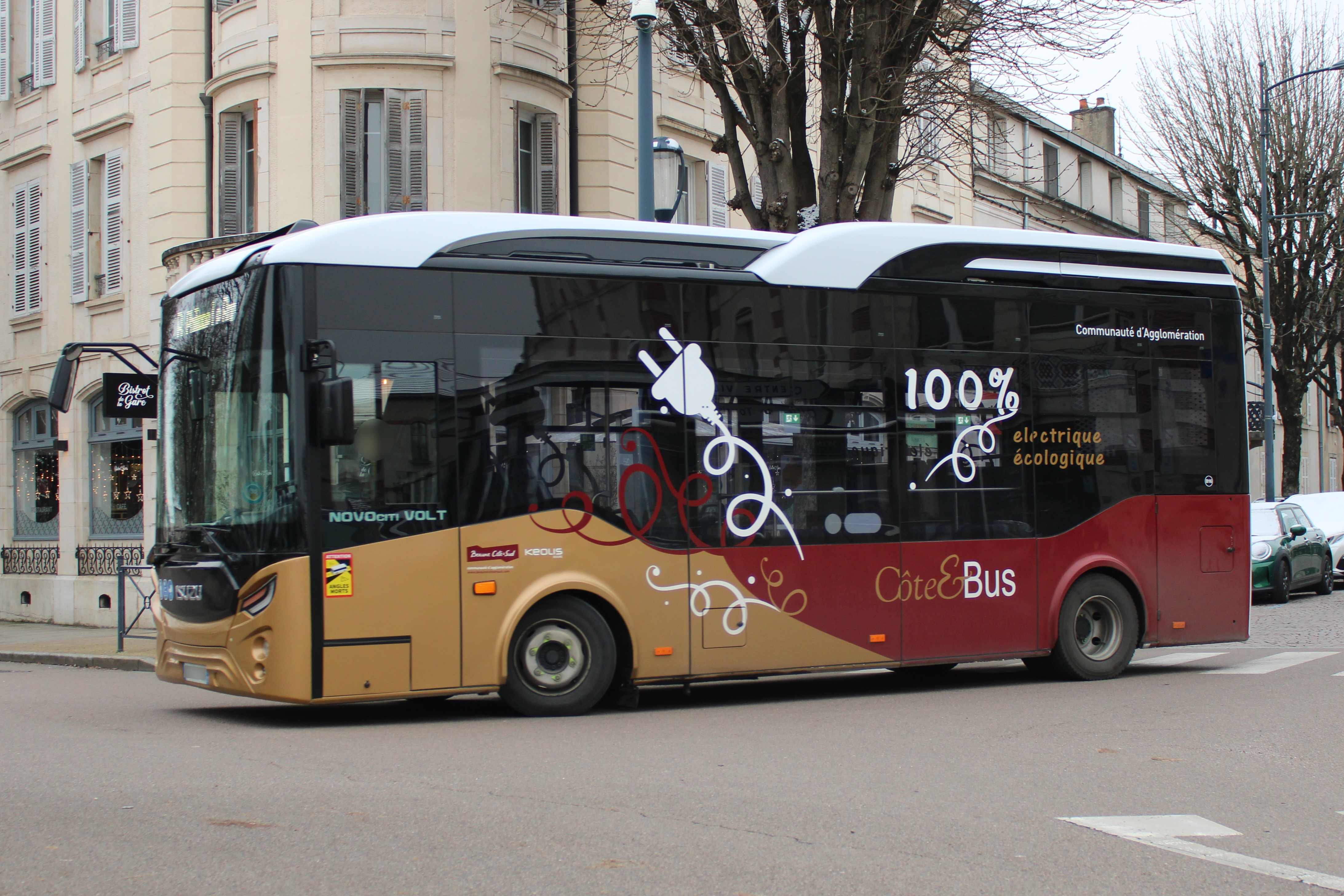
Le réseau met en service un Isuzu Novociti Volt, midibus électrique, en 9 2021.

En septembre 2021, le réseau met en service son premier autobus électrique, un Isuzu Novociti Volt. De type midibus, avec 8 mètres de long, le véhicule est doté d’une capacité de 52 personnes et peut parcourir jusqu’à 380 kilomètres par recharge.

## Le réseau

### Territoire desservi
Le réseau dessert l’intégralité des communes de la communauté d’agglomération Beaune Côte et Sud, au minimum par du transport à la demande ou par l’intégralité des lignes pour Beaune, ville centre de l’intercommunalité et du réseau : 
- Aloxe-Corton ;
- Aubigny-la-Ronce ;
- Auxey-Duresses ;
- Baubigny ;
- Beaune ;
- Bligny-lès-Beaune ;
- Bouilland ;
- Bouze-lès-Beaune ;
- Chagny ;
- Change ;
- Chassagne-Montrachet ;
- Chaudenay ;
- Chevigny-en-Valière ;
- Chorey-les-Beaune ;
- Combertault ;
- Corberon ;
- Corcelles-les-Arts ;
- Corgengoux ;
- Cormot-Vauchignon ;
- Corpeau ;
- Dezize-lès-Maranges ;
- Ébaty ;
- Échevronne ;
- Ladoix-Serrigny ;
- Levernois ;
- Marigny-lès-Reullée ;
- Mavilly-Mandelot ;
- Meloisey ;
- Merceuil ;
- Meursanges ;
- Meursault ;
- Molinot ;
- Montagny-lès-Beaune ;
- Monthelie ;
- Nantoux ;
- Nolay ;
- Paris-l'Hôpital ;
- Pernand-Vergelesses ;
- Pommard ;
- Puligny-Montrachet ;
- La Rochepot ;
- Ruffey-lès-Beaune ;
- Saint-Aubin ;
- Saint-Romain ;
- Sainte-Marie-la-Blanche ;
- Santenay ;
- Santosse ;
- Savigny-lès-Beaune ;
- Tailly ;
- Thury ;
- Val-Mont ;
- Vignoles ;
- Volnay.

### Lignes urbaines
Ces lignes desservent la commune de Beaune et transitent toutes par la gare de Beaune, le point central du réseau.
| Ligne | Itinéraire                     | Matériel | Jours de fonctionnement | Périodes de fonctionnement |
| ----- | ------------------------------ | -------- | ----------------------- | -------------------------- |
| 1     | Chevrolet ↔ Maladières         |          | L, Ma, Me, J, V, S      | Toute l'année              |
| 2     | De Gaulle ↔ Collège Monge      |          | L, Ma, Me, J, V, S      | Toute l'année              |
| 3     | Gare ↔ Primevères              |          | L, Ma, Me, J, V, S      | Toute l'année              |
| 4     | Gentilhommière ↔ Collège Monge |          | L, Ma, Me, J, V, S      | Toute l'année              |
| 5     | Gare ↔ Philippe le Bon         |          | L, Ma, Me, J, V         | Toute l'année              |

### Lignes interurbaines
Ces lignes desservent les communes les plus peuplées de l'agglomération et les relient à la gare de Beaune.
| Ligne | Itinéraire | Matériel | Jours de fonctionnement | Périodes de fonctionnement |
| ----- | --- | -------- | ----------------------- | -------------------------- |
| 10    | Beaune ↔ Savigny-lès-Beaune                                                                                     |          | L, Ma, Me, J, V, S      | Toute l'année              |
| 12    | Beaune ↔ Aloxe-Corton ↔ Ladoix-Serrigny                                                                         |          | L, Ma, Me, J, V, S      | Toute l'année              |
| 14    | Beaune ↔ Vignoles                                                                                               |          | L, Ma, Me, J, V, S      | Toute l'année              |
| 16    | Beaune ↔ Sainte-Marie-la-Blanche                                                                                |          | L, Ma, Me, J, V, S      | Toute l'année              |
| 20.1  | Beaune ↔ Pommard ↔ Volnay ↔ Monthelie ↔ Meursault ↔ Puligny-Montrachet ↔ Corpeau ↔ Chagny                       |          | L, Ma, Me, J, V, S      | Toute l'année              |
| 20.2  | Beaune ↔ Pommard ↔ Volnay ↔ Monthelie ↔ Meursault (Renfort scolaire)                                            |          | L, Ma, Me, J, V         | Période scolaire           |
| 20.3  | Chassagne-Montrachet ↔ Chagny (Renfort scolaire)                                                                |          | L, Ma, Me, J, V         | Période scolaire           |
| 20.4  | Beaune ↔ Pommard ↔ Volnay ↔ Monthelie ↔ Meursault ↔ Auxey-Duresses ↔ Saint-Romain ↔ Melin ↔ La Rochepot ↔ Nolay |          | L, Ma, Me, J, V, S      | Toute l'année              |
| 20.5  | Beaune ↔ Pommard ↔ Volnay ↔ Monthelie ↔ Meursault ↔ Auxey-Duresses ↔ Saint-Romain ↔ Melin (Renfort scolaire)    |          | L, Ma, Me, J, V         | Période scolaire           |

### Transport à la demande
Les communes les moins peuplées de l'agglomération sont desservies en transport à la demande via réservation téléphonique, avec une rabattement à Beaune pour le Côte à côte 1 et les zones 1 et 2, ainsi qu'à Meursault pour le Côte à côte 1, à Chagny pour la zone 3 et à Nolay pour la zone 4 ainsi que le Côte à côte 1.
| Ligne         | Itinéraire | Matériel | Jours de fonctionnement                       | Périodes de fonctionnement |
| ------------- | --- | -------- | --------------------------------------------- | -------------------------- |
| Zone 1        | Mavilly-Mandelot, Meloisey, Nantoux, Bouze-lès-Beaune, Pernand-Vergelesses, Échevronne, Bouilland ↔ Rabattement à Beaune                                                                                                  |          | mardi après-midi et jeudis et samedis matin   | Toute l'année              |
| Zone 2        | Chorey-les-Beaune, Ruffey-lès-Beaune, Marigny-lès-Reullée, Corberon, Corgengoux, Chevigny-en-Valière, Meursanges, Combertault, Levernois, Montagny-lès-Beaune, Bligny-lès-Beaune, Tailly, Merceuil ↔ Rabattement à Beaune |          | mardis et samedis matin et jeudi après-midi   | Toute l'année              |
| Zone 3        | Saint-Aubin, Chassagne-Montrachet, Santenay, Dezize-lès-Maranges, Paris-L'Hôpital ↔ Rabattement à Chagny |          | mardi après-midi et jeudis et vendredis matin | Toute l'année              |
| Zone 4        | Thury, Val-Mont, Molinot, Santosse, Aubigny-la-Ronce ↔ Rabattement à Nolay |          | mardi après-midi et jeudis et vendredis matin | Toute l'année              |
| Côte à côte 1 | Cormot-le-Grand, Vauchignon, Baubigny, Saint-Romain ↔ Rabattement à Beaune ou Nolay |          |                                               | Toute l'année              |

### Logos

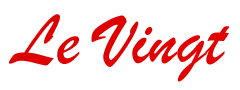
Logo du réseau « Le Vingt ».

## Exploitation

### État de parc
Le rapport d’activités édité par Keolis Beaune Mobilités, l’entreprise chargée de l’exploitation du réseau, pour l’année 2023 fait mention de 28 véhicules 
| Modèle                | Nombre de véhicules | Capacité      | Exploitant              | Affectation          |
| --------------------- | ------------------- | ------------- | ----------------------- | -------------------- |
| Isuzu Novociti Volt   | 3                   | 49 places     | Keolis Beaune Mobilités | 2, A, B et C         |
| Dietrich City 23      | 3                   | 23 places     | Keolis Beaune Mobilités | 1, 2 et C            |
| Mercedes-Benz Citaro  | 3                   | 107 personnes | Keolis Beaune Mobilités | 2 et 4               |
| Mercedes-Benz Intouro | 2                   | 63 places     | Keolis Beaune Mobilités | 1                    |
| Mercedes-Benz Intouro | 10                  | 63 places     | Keolis Val de Saône     | 10, 12, 14, 16 et 20 |
| Otokar Navigo         | 1                   | -             | Keolis Val de Saône     | 10, 12, 14, 16 et 20 |
| Renault Trafic        | 1                   | 9 places      | Keolis Beaune Mobilités | TAD urbain           |
| Citroën C3            | 1                   | 4 places      |                         | TAD urbain           |
| Véhicules légers      | 5                   | -             | Keolis Val de Saône     | TAD interurbain      |